# Segestidea defoliaria
Segestidea defoliaria is een rechtvleugelig insect uit de familie sabelsprinkhanen (Tettigoniidae). De wetenschappelijke naam van deze soort is voor het eerst geldig gepubliceerd in 1924 door Uvarov.